# Dick Ringler
Dick Ringler (eigentlich Richard Newman Ringler) (* 21. Januar 1934 in Milwaukee/Wisconsin; † 23. Februar 2024 in Madison/Wisconsin) war ein amerikanischer Anglist und Skandinavist.

## Leben und Wirken
Dick Ringler studierte Anglistik und Skandinavistik an der Harvard University und an der University of Wisconsin, wo er 1961 im Fach Englische Literatur zum Ph.D. promovierte. Etwas über 40 Jahre, von 1961 bis zum Eintritt in den Ruhestand 2002, lehrte und forschte er an der University of Wisconsin in Madison. Die Spanne seiner wissenschaftlichen Interessen im Bereich der Anglistik reichte sehr weit und umfasste Altenglisch, Beowulf und William Shakespeare. Ebenso beschäftigte er sich mit Altnordisch und der isländischen Literatur. Sehr gerühmt wurde seine Monographie über den isländischen Dichter und Naturwissenschaftler des 19. Jahrhunderts, Jónas Hallgrímsson, dessen Werke er in Auswahl für diesen Band ins Englische übersetzte. An der University of Wisconsin entwickelte Ringler ein frei zugängliches Online-Portal für die isländische Sprache (Sprachlehrgang und Wörterbuch). Hinzu kamen Vorträge und Gastprofessuren im Ausland.
Für seine Verdienste auf dem Gebiet der Skandinavistik wurde ihm 2004 die Ehrendoktorwürde der Universität von Island verliehen. Im selben Jahr zeichnete ihn der Präsident Islands mit dem Falkenorden aus.

## Veröffentlichungen (Auswahl)
- (Hrsg., mit Frederic G. Cassidy): Bright's Old English grammar & reader. 3. Aufl. Holt, Rinehart and Winston, New York 1971.
- Dilemmas of war and peace. A companion to studies. University of Wisconsin Press, Madison, Wis. 1993, ISBN 1-55946-803-3.
- Bard of Iceland. Jónas Hallgrímsson, poet and scientist. University of Wisconsin Press, Madison, Wis. 2002, ISBN 0-299-17720-3 (2010 erschien eine Ausgabe in Reykjavik im Verlag Mál og Menning, ISBN 978-9979-3-3111-7).
- (Übers.): Beowulf. A new translation for oral delivery. Hackett, Indianapolis, Ind. 2007, ISBN 978-0-87220-893-3.